# Владимир Даскалов (евангелист)
 Тази статия е за евангелиста.  За военния вижте Владимир Даскалов.  
Владимир Даскалов (изписване до 1945 година: Владимиръ Даскаловъ) е български евангелски протестантски деец от Македония.

## Биография
Владимир Даскалов е роден в Кавадарци, тогава в Османската империя. Брат е на дееца на ВМОРО Добри Даскалов. Завършва през 1895 година американското мъжко училище в Самоков. Служи като евангелски проповедник. Следва в Берлинския университет, но поради болест прекъсва и се връща. Секретар е на мисионерската станция в Солун. Заминава за българската столица, където завършва неколко семестри в Софийския университет. Работи като учител в американската мъжка гимназия в Самоков. От 1914 до 1917 година е редактор на евангелския протестантски вестник „Зорница“. Завежда политическия отдел на вестника. В началото на 1917 година заминава за родния си край.
През Първата световна война или след нея Даскалов се установява в Струмица, която става част от Кралството на сърби, хървати и словенци. След като Струмица е анексирана от България през Втората световна война, към ноември 1941 година той посещава редакцията на „Зорница“. Вестникът съобщава, че след повече от 20 години извън България той дошъл на гости на свои приятели „за да имъ каже колко се радва на новопридобитата свобода“ и на възможността да види отново свои близки и познати и че след това ще се върне в Струмица „за да работи съ сѫщата преданность и любовь, съ които е работилъ и презъ робскитѣ години“. Към 1942 година пастор Васил Маринов като дописник на „Зорница“ посещава евангелското общество в Струмица, ръководено от Даскалов. Според Маринов „презъ робскитѣ години тѣ сѫ били здрава опора на българщината“.

След 1944 година е гимназиален преподавател по математика в Струмица. Неговият ученик Димитър Кицевски пише:
| „ | Даскалов, въпреки че по онова време вече и в Струмица се беще наложило обръщението „другарю“, струмиджани винаги го наричаха „господин Даскалов“, още отдалеч му сваляха шапка и с дълбок поклон го поздравяваха. Това правеха и православни, и протестанти, и атеисти, и вярващи .... Той беше от най-любимите ни учители, защото умело подхващаше уроците си за логаритмите и интегралите, с голямо търпение и такт провеждаше изпитите и почти не допускаше някой от учениците му да остане на „поправителен“. Най-слабите можеха по всяко време да отидат при него - той живееше сам в една стаичка, прилепена до Събранието (общината). | “ |